# 堀定則
堀 定則（ほり さだのり）は戦国時代から江戸時代の武将、福岡藩士・秋月藩士・小田原藩士。黒田二十四騎の一人。通称は平右衛門（へいえもん）。妻は栗山利安の娘。子に右馬丞、真明。初名は明石平七。別名は正勝（まさかつ）、正儔（まさとも）。

## 生涯
始めは黒田長政家臣・住江武右衛門の従卒であったが、文禄の役に際して100石取りの直参に取り立てられる。しかし、陣中で古参の武将と口論に及び、謹慎処分を受けた。その後、第二次晋州城攻防戦で城への突入二番乗りを果たした功績により、長政に許しを受け、500石に加増された。この頃、堀平右衛門と名を改める。
慶長5年（1600年）の木曽川・合渡川の戦いでは泥田に落ちた長政を救い上げ、関ヶ原の戦い本戦でも戦功を挙げた。黒田氏が筑前に入国した後は2,600石を拝領。
元和9年（1623年）、長政の没後に三男の黒田長興に秋月の地が分知された際、5,000石の筆頭家老として付けられた。この際、長興の兄である福岡藩主・黒田忠之は長政の遺命に背いて分知を許さないでおり、堀は長興を江戸の将軍・徳川家光に拝謁させて分知を認めさせようとしたが、福岡本藩からは江戸参府を禁じる命が届いた。熊本藩主・細川忠利からは、密かに江戸への船を用立てても良いとの誘いがあったが、堀は黒田氏と細川氏が先代以来不通の間柄であるとして断り、「今回だけでも寸志として受けていただきたい」との要請にも「長興は若年ではあるが、一度断った事を変更するような者ではない」として再度断っている。その後、下関から密かに船を出し、江戸に辿り着いて徳川秀忠・家光父子への拝謁が実現し、長興への分知が認められた。
しかし、次第に堀は独断で藩内の裁きを行うようになった。それを見かねた長興は堀による処断の内容を軽減し、切腹を追放、追放を逼塞としたが、最終的に堀の行いを幕閣に相談した。それにより、旗本の阿倍正之、花房幸次、荒木元政が堀に意見したが、「行いを悪く受け取られるとは心外」と取り合わなかった。寛永5年（1628年）、長男の右馬丞の病気治療のために京都へ上らせたいとして数日間の暇乞いを申し出るが、長興はそれを不審に思い、秋月から次席家老・田代半七を呼び寄せて事情を探った。堀はそれを聞いて激怒し、同年9月13日、右馬丞と共に長興の邸に赴き、長興に対して「息子の病気にで御暇を戴きましたが、幸い当地で医者を見つけ、治療を受けて全快したので連れて参りました。御目見えを仰せ付けられれば有難き次第」と申し出た。しかし長興は、前に右馬丞を病気療養のために上京させると言った時には届出をしていないこと、勝手に投宿したことについての詫びも無いこと、近頃の裁きに相違が多いこと、それを咎めた旗本の意見を不満に思ってこのような振る舞いに出たことなどを挙げて御目見えを認めず、今後は行動を慎むように諭した。
堀はそのまま邸を去り、自邸にも立ち寄らずに黒田家から出奔し、しばらく麹町で蟄居していた。寛永9年（1632年）、小田原藩に入った稲葉正勝から長興に「堀を浪人分として召し抱えたい」との申し出があり、長興もそれを認めたため、無役3,000石の拝領と箱根関所総番頭の役目を受けて稲葉氏家臣となった。この頃には名を「正勝」と称していたが、主君と重複するのを避けて「正儔」に改めた。
寛永11年（1634年）に正勝が没し子の稲葉正則が跡を継ぐと、3,000石の筆頭家老として仕えた。しかし、再び横暴な振る舞いがあったようで、正則の祖母に当たる春日局からは暗殺指令とも取れる手紙が送られたほどであった。そして寛永13年（1636年）、堀は正則により手討ちにされた。享年80。右馬丞は正保2年（1645年）に父の仇を討つために箱根山中に潜伏し、正則を銃で狙撃したが失敗して処刑された。次男の真明は真言密教の僧となり、豊後国玖珠郡の導伝寺の住職となった。